# Pelteobagrus
Pelteobagrus es un género de peces actinopeterigios de agua dulce, distribuidos por ríos y lagos de Asia.

## Especies
Existen cuatro especies reconocidas en este género:
- Pelteobagrus eupogon (Boulenger, 1892)
- Pelteobagrus intermedius (Nichols y Pope, 1927)
- Pelteobagrus tonkinensis Nguyen, 2005
- Pelteobagrus ussuriensis (Dybowski, 1872)